# Kościół Świętego Wojciecha Biskupa Męczennika w Rudzie
Kościół Świętego Wojciecha Biskupa Męczennika – rzymskokatolicki kościół parafialny należący do Parafia św. Wojciecha w Rudzie w dekanacie Wieluń- św. Wojciecha archidiecezji częstochowskiej.

## Historia
Obecna świątynia została wybudowana około 1104 roku lub 1142 roku. Przez wieki z powodu remontów nadawano kościołowi cechy obowiązujących w tym czasie stylów architektonicznych: gotyku (1419 rok), renesansu (1540 i 1594 – dobudowanie kaplicy bocznej od strony północnej) i wreszcie baroku (1693 i 1720). W latach 1803–1833 świątynia została przebudowana z fundacji właściciela wsi według projektu architekta Józefa Głowińskiego, dzięki staraniom kolejnych proboszczów. W 1820 roku została dobudowana klasycystyczna kruchta, a cały kościół otrzymał wystrój klasycystyczny. Na początku XX wieku fasada świątyni otrzymała zachowany do dziś wygląd. Ostatni większy remont odsłaniający fragmenty romańskie i gotyckie został przeprowadzony w latach 1946-1958. W dniu 24 września 2006 roku z okazji rocznicy konsekracji kościoła
arcybiskup Stanisław Nowak koronował obraz Matki Bożej Rudzkiej.

## Architektura
We wnętrzu znajdują się późnogotycki tryptyk z rzeźbą Madonny pochodzący z początku XVI wieku umieszczony w ołtarzu głównym oraz rzeźbiona gotycka chrzcielnica z piaskowca, pochodząca z XIV wieku, na czaszy której są umieszczone krzyż grecki, herb i maska. W kaplicy bocznej w ścianę wmurowana jest tablica kamienna z datą 1594, upamiętniająca wspomnianą wyżej przebudowę. Ponadto na ścianach nawy zostały odsłonięte pod koniec lat 50. XX wieku freski namalowane w stylu malarstwa bizantyjskiego przedstawiające chrzest Mieszka I z drużyną oraz drogę krzyżową. Do wyposażenia wnętrza należy również ołtarz znajdujący się w kaplicy ozdobiony obrazem Matki Bożej z Dzieciątkiem, całość pochodzi z XVIII wieku. W ołtarzach bocznych są umieszczone obrazy świętych Wojciecha (przemalowany, pochodzący z XVIII wieku) i Rocha (ok. 1800 rok). W świątyni znajduje się także relikwiarz z wizerunkiem św. Wojciecha.